# Мері Енн Джексон (ілюстраторка)
Мері Енн Джексон (англ. Mary Ann Jackson; 1819—1915) — англійська ботанічна ілюстраторка, відома лише завдяки двом виданням, які вважаються рідкісними, примірники яких зберігаються у різних значущих колекціях.

## Раннє життя
Джексон народилася 1819 року у Вудстоку, графство Оксфордшир, Англія, у родині Елеанор Сари (англ. Eleanor Sarah), до шлюбу та в першому шлюбі — Бенсон (англ. Benson), і преподобного Стівена Джексона (англ. Stephen Jackson), священника церкви святого Егідія, Шелдон, графство Ворікшир (нині Бірмінгем). Батько помер, коли їй було 9 років, тож вона проводила час у Бірмінгемі в будинку свого старшого зведеного брата по матері, Едварда Вайта Бенсона (англ. Edward White Benson; 1802—1843), члена Ботанічного товариства Единбурга, і його сім'ї, включаючи його маленького сина і тезку, Едварда Вайта Бенсона (1829—1896), який пізніше став архієпископом Кентерберійським.

## Кар'єра

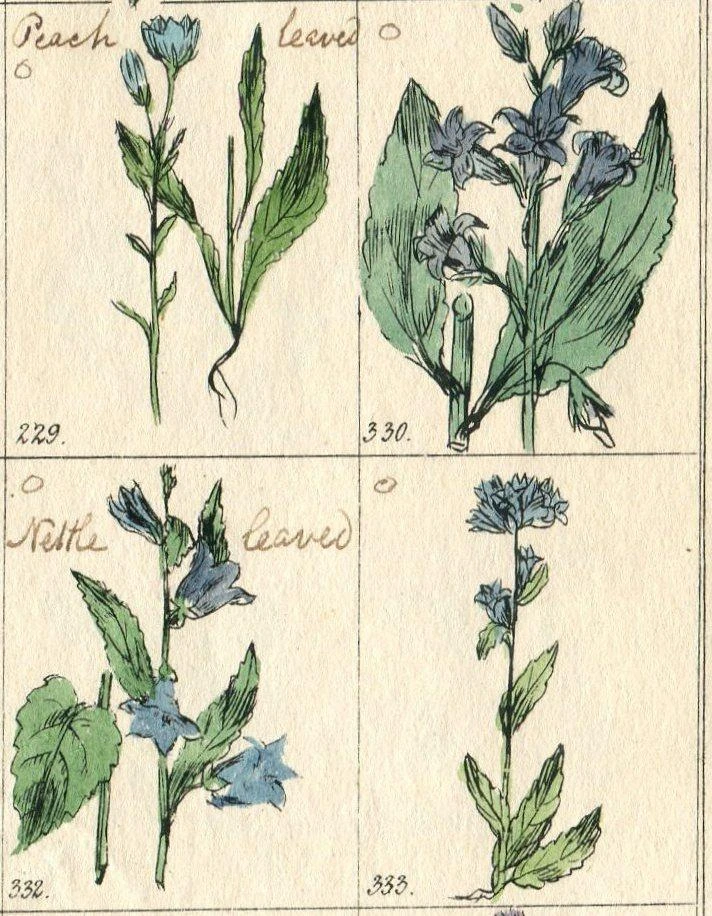
Ілюстрації 229, 330, 332 і 333 із примірника книги Джексон «Ілюстрована флора» (The Pictorial Flora), який належить Нью-Йоркській публічній бібліотеці, із зображенням видів роду Campanula. Ручне розфарбування могло бути нанесено після публікації; примірники в інших бібліотеках без кольору

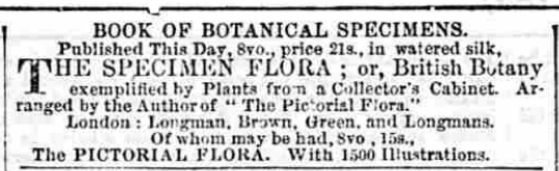
Оголошення в пресі для «Зразки флори» (The Specimen Flora), де зазначено, що «опубліковано цього дня» (з, 15 лютого 1847 року)

«Каталог деяких рідкісних видів рослин, знайдених в околицях Лічфілда» (англ. Catalogue of some of the Rarer Species of Plants found in the Neighbourhood of Lichfield) Мері Енн Джексон опублікували зі вступним листом від Едварда Бенсона в «Аналітик» (англ. The Analyst) 1837 року. Бенсон написав:
|  | …завдяки обширному та докладному знайомству міс Джексон із нашою місцевою флорою, безумовно можна стверджувати, що список із Лічфілда достовірний Оригінальний текст (англ.) ...from Miss Jackson's extensive and minute acquaintance with our indigenous flora, implicit confidence may be placed in the accuracy of the list from Lichfield |

1840 року видавництво «Лонгман, Орм, Браун, Грін і Лонгманс», вказавши її лише як «Міс Джексон» (англ. Miss Jackson), опублікувало «Ілюстрована флора, або Зарисована британська ботаніка» (англ. The Pictorial Flora; or British Botany Delineated), книгу, що містила 131 відбиток з понад 1500 ілюстраціями місцевих британських квіткових рослин. Літографії Джексон створила сама. У передмові, яку вона датувала «Лічфілд, 1 березня 1839», вона пояснила, що видання мало служити ілюстраціями до довідників флори Джеймса Едварда Сміта, Вільяма Джексона Гукера, Джона Ліндлі та Вільяма Візерінга, і що сторінки її роботи були підібрані таким чином, щоб їх можна було вирізати та вклеювати в ті видання. У передмові також говорилося про можливість «продовження серії аж до Cryptogamia», але це так і не було реалізовано.
6 грудня 1842 року вона взяла шлюб у церкві святої Марії, Лічфілд, з хірургом Чарльзом Алленом Шавассом (англ. Charles Allen Chavasse; 1799—1863), вдівцем. 1846 року народила сина Чарльза Герберта Шавасса (англ. Charles Herbert). Її адреса була вказана як The Close, Lichfield.
Її останню працю — «Зразки флори: або Британська ботаніка на прикладі рослин із колекційної шафи» (англ. The Specimen Flora: or, British Botany Exemplized by Plants from a Collector's Cabinet) — опублікувало видавництво «Лонгман, Орм, Браун, Грін та Лонгманс» у трьох томах у 1847 році. Там її вказали просто як «автор „Ілюстрованої флори“». Видання було незвичайне тим, що в нього були вставлені пресовані ботанічні зразки.

## Смерть і спадок
Останні роки Мері Енн Джексон провела в Брістолі. Вона померла 1915 року, переживши і чоловіка, і сина.
Публічна бібліотека Нью-Йорка має розфарбований вручну примірник «Ілюстрована флора» Джексон та два примірники «Зразки флори», які вони описують як «надрідкісні», тоді як нерозфарбований примірник першого видання також знаходиться в Нью-Йоркському ботанічному саду. Примірник кожної з двох робіт Мері Енн Джексон зберігається в Музеї природознавста у Лондоні, який отримав «Зразки флори» як подарунок 1932 року.

## Виноски
1. 1 2  https://www.nypl.org/research/research-catalog/bib/b21392953
2. 1 2 3 4  https://www.nypl.org/blog/2018/06/15/rare-book-miss-jackson-pictorial-flora
3. ↑  Desmond R. Dictionary of British and Irish Botanists and Horticulturists: Including Plant Collectors, Flower Painters and Garden Designers — CRC Press, 1994. — С. 377. — ISBN 978-0-85066-843-8
4. 1 2 3 4 5 6 7 8 9  Cuykendall Carter, Charles. Romantic Interests: Miss Jackson's Rare "Pictorial Flora". The New York Public Library. Процитовано 8 березня 2023.
5. ↑  Jackson, M.A. (1837). Catalogue of some of the Rarer Species of Plants found in the Neighbourhood of Lichfield. The Analyst. 6: 297-298.
6. ↑  Desmond R. Dictionary of British and Irish Botanists and Horticulturists: Including Plant Collectors, Flower Painters and Garden Designers — CRC Press, 1994. — ISBN 978-0-85066-843-8
7. ↑  Benson, E.W. (1837). Catalogue of some of the Rarer Species of Plants found in the Neighbourhood of Birmingham and Lichfield. The Analyst. 6: 293-294.
8. 1 2 3  Мері Енн Джексон (ілюстраторка) The Pictorial Flora; or British Botany Delineated — first — Longman, Orme, Brown, Green, and Longmans, 1840.
9. 1 2  Mary Ann Jackson in the Staffordshire, England, Church of England Marriages and Banns, 1754-1900. Ancestry. Процитовано 26 березня 2023.
10. ↑  (not translated to en-gb) The Specimen Flora: or, British Botany Exemplified by Plants from a Collector's Cabinet — first — (untranslated), 1847.
11. ↑  The Pictorial Flora : or British Botany delineated in 1500 lithographic drawings of all the species of flowering plants indigenous to Great Britain. Natural History Museum, London. Процитовано 8 березня 2023.
12. ↑  The Specimen Flora : or, British Botany exemplified by Plants from a Collector's cabinet / Arranged by the author of "The Pictorial Flora" [Mary Ann Jackson, afterwards Mrs. Charles Chavasse]. Natural History Museum, London. Процитовано 8 березня 2023.
13. ↑  Botany Collections at the Natural History Museum. Nature. 130 (3292): 841. 3 грудня 1932. Bibcode:1932Natur.130R.841.. doi:10.1038/130841b0.